# Udo Göttlich
Udo Göttlich (* 1961) ist ein deutscher Medienwissenschaftler.

## Leben
Von 1983 bis 1989 studierte er Komparatistik, Soziologie und Politische Wissenschaft an der RWTH Aachen (Abschluss Magister Artium in Komparatistik). Nach der Promotion 1996 zum Dr. phil. an der RWTH Aachen in Soziologie vertrat er von 2007 bis 2008 eine Professur für Theorie und Praxis von Funk/Film/Fernsehen unter Einschluss moderner Medien im Fachbereich II – Kulturwissenschaften und Ästhetische Kommunikation – an der Universität Hildesheim. Nach der Habilitation 2005 am Fachbereich Gesellschaftswissenschaften der Universität Duisburg-Essen, Campus Duisburg (venia legendi: „Soziologie“) ist er seit 2012 Professor für Allgemeine Medien- und Kommunikationswissenschaft an der Zeppelin Universität.
Seine Forschungsschwerpunkte sind Medien-, Kommunikations- und Kultursoziologie, Cultural Studies Approach und soziologische Theorien.

## Schriften (Auswahl)
- Kritik der Medien. Reflexionsstufen kritisch-materialistischer Medientheorien am Beispiel von Leo Löwenthal und Raymond Williams. Opladen 1996, ISBN 3-531-12835-3.
- Die Kreativität des Handelns in der Medienaneignung. Zur handlungstheoretischen Kritik der Wirkungs- und Rezeptionsforschung. Konstanz 2007, ISBN 3-89669-621-1.